# Francisco Mendoza (futbolista)
Francisco Mendoza (* Portoviejo, Ecuador, 12 de agosto de 1990). es un futbolista ecuatoriano que juega de portero en el Liga Deportiva Universitaria de Portoviejo de la Serie A de Ecuador.

## Clubes
| Club                     | País    | Año               |
| ------------------------ | ------- | ----------------- |
| Liga de Portoviejo       | Ecuador | 2004-2006         |
| Halley (Cedido)          | Ecuador | 2007              |
| Liga de Portoviejo       | Ecuador | 2007              |
| Universidad Católica     | Ecuador | 2008-2009         |
| Deportivo Colón (Cedido) | Ecuador | 2009              |
| Liga de Portoviejo       | Ecuador | 2010-2011         |
| Macará                   | Ecuador | 2012              |
| Técnico Universitario    | Ecuador | 2013              |
| Liga de Portoviejo       | Ecuador | 2013-2014         |
| Delfín S.C.              | Ecuador | 2015              |
| Guayaquil Sport          | Ecuador | 2016 - 2019       |
| Liga de Portoviejo       | Ecuador | 2020 - actualidad |

## Palmarés

### Campeonatos nacionales
| Título  | Club        | País    | Año  |
| ------- | ----------- | ------- | ---- |
| Serie B | Delfín S.C. | Ecuador | 2015 |